# Потез (шах)
Потез у шаху може се одиграти само једном руком. Завршен је када се фигура испусти на једно поље, односно када се од ње одвоји рука. За рокаду, иако се изводи са две фигуре — (краљем и топом), сматра се да је један потез и то потез краљем. Промоција пешака у фигуру је такође један потез.
За играча се каже да је на потезу када је завршен потез његовог противника (односно када је ривал одиграо потез и покренуо сат). Потез се одиграва по правилу такнуто-макнуто.
Једини потез у шаху који може да се изведе са две руке је рокада. На тај начин, рокада се изводи тако што се једном руком прво ухвати краљ, другом руком топ, и потом се истовремено те две фигуре испусте на одговарајућа долазна поља.

## Неправилан (немогућ) потез
Уколико се у току партије установи да је био завршен неправилан потез, укључујући и неиспуњење захтева промоције пешака, или узимања противничког краља, вратиће се позиција каква је била непосредно пре неправилности. Ако се не може установити позиција непосредно пре неправилности, партија ће се наставити од последње утврђене позиције пре неправилности. Сатови ће се тада наместити у складу са најбољом проценом судије. При томе се на потез који замењује тај неправилан потез примењује правило „такнуто-макнуто“. Након обављања овог поступка, за прва два играчева неправилна потеза, судија ће његовом противнику додати два минута додатног времена за сваки прекршај; за трећи неправилан потез истог играча, судија ће прогласити партију изгубљеном за овог играча.
У убрзаном шаху, неправилан потез је завршен чим је противников сат покренут. Противник тада има право рекламирати да је играч одиграо неправилан потез, али пре него што одигра свој потез. Само после такве рекламације, судија ће доносити одлуке. Ипак, ако су оба краља „у шаху“, или је промоција пешака недовршена, судија ће по могућности интервенисати.
У брзопотезном шаху, не примењују се правила везана за неправилан потез у убрзаном шаху. Неправилан потез у брзопотезном шаху је завршен чим је противников сат покренут. Противник тада има право рекламирати победу, али само пре него што одигра свој потез. Међутим, ако противник не мође матирати играча било каквом серијом исправних потеза ни при крајње невештој игри, тада играч има право рекламирати реми, такође пре него што одигра свој потез. Када противник одигра свој потез, неправилан потез се не може исправити.

## Ковертирани потез
Ако је то турнирским правилником прописано, приликом прекида партије, играч је дужан да свој следећи, још неодиграни потез на шаховској табли запише и стави у коверат, а та радња назива се ковертирање потеза.